# Recuperació de vapors

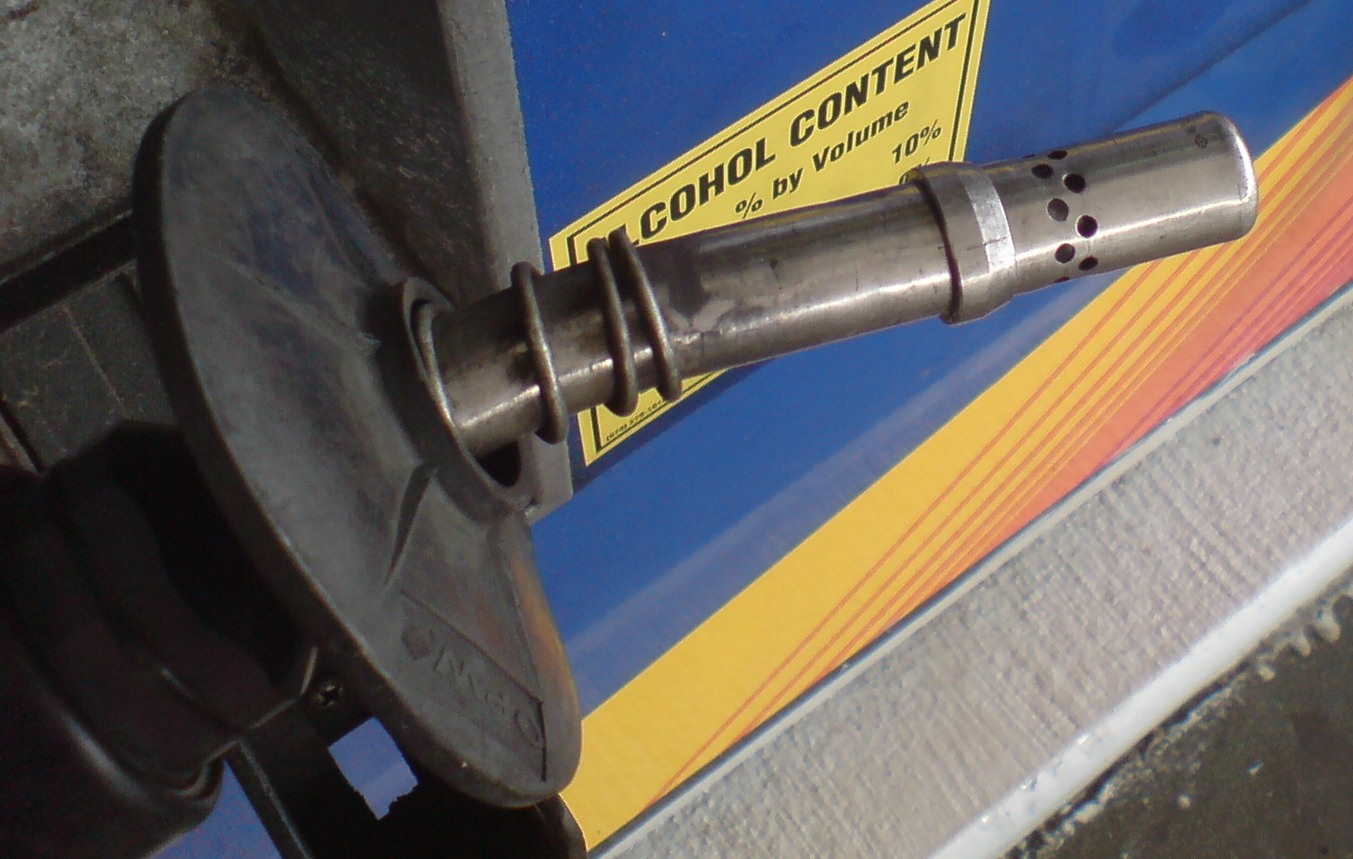
Boquilla amb recuperació de vapors

La recuperació de vapors és el procés de recuperar els vapors de la gasolina i altres combustibles, de manera que no s'escapin a l'atmosfera terrestre. Això es fa per exemple en omplir el dipòsit del cotxe a una gasolinera, per reduir els fums nocius i potencialment explosius.
Normalment s'utilitza la pressió negativa creada dins del dipòsit de combustible subterrani al succionar-ne el líquid, per tornar a aspirar els vapors cap endins. Es fa per uns forats just al costat de la tovera i circulen a través d'unes mànegues especials que tenen un circuit de tornada.
La recuperació del vapor també s'utilitza en la indústria química per treure i recuperar els vapors de tancs d'emmagatzematge. Els vapors poden ser o bé perillosos, o bé tenir prou valor per a ser recuperats. El procés consisteix en un sistema de ventilació tancada de l'espai buit del tanc d'emmagatzematge cap a una unitat de recuperació de vapors (URV), on es recuperen els vapors retornant-los cap al procés, o bé són destruïts, normalment per oxidació.

## Nota
1. ↑  Suzana Pereira Nunes; Klaus-Viktor Peinemann. Membrane Technology: In the Chemical Industry.  John Wiley & Sons, 5 març 2007, p. 103–. ISBN 978-3-527-60859-1.